# Micrurus ruatanus
Micrurus ruatanus är en ormart som beskrevs av Günther 1895. Micrurus ruatanus ingår i släktet korallormar och familjen giftsnokar. Inga underarter finns listade i Catalogue of Life.
Denna orm förekommer endemisk på ön Roatán norr om Honduras. Arten lever i skogar med lövträd. Individerna gräver i lövskiktet och i det översta jordlagret. Honor lägger ägg.
Beståndet hotas av skogarnas omvandling till jordbruksmark och till turistanläggningar. Troligen dödas några exemplar av ön befolkning på grund av ormens giftiga bett. Utbredningsområdet är mindre än 100 km². IUCN kategoriserar arten globalt som akut hotad.